# Casa de los Chelines
La Casa de los Chelines es un edificio de viviendas en la ciudad de Castro-Urdiales, en Cantabria, España. Fue proyectada por el arquitecto vasco Severino Achúcarro en 1902 quien encomendó la dirección de las obras a Leonardo Rucabado, arquitecto castreño que en aquel momento iniciaba su trayectoria profesional.

## Descripción
El edificio tiene planta planta de cuadrilátero irregular para adaptarse a la parcela en la que fue construido frente a la casa consistorial de la población cántabra. El edificio dispone de un patio central y tiene planta baja y entreplanta, destinadas a bajos comerciales, y cuatro pisos de viviendas.
La planta baja y la entreplanta están construidan en piedra de sillería y en la fachada principal del edificio configuran un soportal constituido por 5 arcos, de los cuales los tres centrales son arcos de medio punto y los dos extremos son carpaneles.
La fachada principal de los cuatro pisos superiores, con un acabado en tirolesa, tiene una disposición simétrica si bien la primera planta es distinta a las tres superiores. Así, la primera planta presenta un mirador central con motivos decorativos de tradición gótica con 2 ventanas a cada lado de las que las extremas presentan columnas adosadas a la fachada. Sobre el mirador central, en el piso superior, la balaustrada presenta motivos ojivales y pináculos. En las tres plantas superiores, se disponen los miradores en los extremos con 3 vanos intermedios con rejería imitando la decoración gótica de calados.
En la esquina sudeste del tejado del edificio, sobresale un pináculo.

## Protección
El edificio está declarado como Bien de Interés Cultural con la categoría de Monumento, por resolución del 16 de octubre de 1991.